# Gran Logia del Departamento de Antioquia

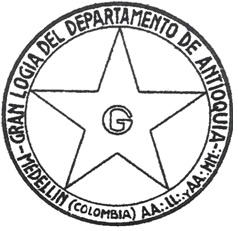
Logo original de la Logia (1934).

La Gran Logia del Departamento de Antioquia es una entidad masónica autónoma y soberana fundada en Medellín Colombia en el año 1934, siendo la federación que agrupa a las logias masónicas del Departamento colombiano de Antioquia.
La Gran Logia de Antioquia es un cuerpo apegado a los más profundos conceptos de la masonería tradicional, solo hace masones a varones libres que declaren la creencia en un ser supremo. Es una potencia Masónica reconocida nacional e internacionalmente por otras grandes potencias de la Masonería regular universal. Solo reconoce como cuerpos masónicos regulares en su territorio a sus propias logias y a aquellas que por razones históricas hacen parte de la Gran Logia de Colombia. A su vez la Gran Logia de Antioquia se declara neutral por tanto no participé en controversias o litigios pasados, presentes o futuros de la Masonería colombiana.

## Historia
Fue fundada el 16 de diciembre de 1934 con el fin de fortalecer a la Gran Logia Nacional de Colombia con sede en Bogotá, presidida por Tulio Rubiano Bueno, luego de la división que sufriera el Gran Oriente Bogotano —promovida por Darío Echandía— el 4 de octubre de 1933. En julio de 1934, Rubiano comisionó a Américo Carnicelli para crear nuevas Logias en suelo antioqueño y conformar la Gran Logia de Antioquia. Como resultado del trabajo de este hombre se constituyeron en 1934 las Logias; Fiat Lux y Victoria, conformadas fundamentalmente por maestros que pidieron sus cartas de quite de las Logias Sol de la Montaña y Claridad, las cuales se encontraban bajo jurisdicción del Gran Oriente Cartagenero, hijo directo del Supremo Consejo del Grado 33 Para Colombia.
La campaña por la creación de la Gran Logia de Antioquia y las disputas entre los miembros de la Logia Sol de la Montaña N.º 8 con su «conductor espiritual» Fernando Estrada Estrada ocasionaron que varios miembros de la misma la abandonaran días antes de la Asamblea de constitución de la Gran Logia Antioqueña. Hacia enero de 1935 continuaban los retiros de miembros de la Logia Sol de la Montaña hacia las tres Logias que conformaban el Gran Oriente Antioqueño, el cual garantizó y consolidó la masonería en el departamento.
En junio de 1935, días después del fallecimiento de Carlos Gardel la Gran Logia del Departamento de Antioquia, presidida por el médico y político Rubén Uribe Arcila, dirigió las honras fúnebres masónicas en honor al artista argentino fallecido.
El fin del primer periodo de la Gran Logia del Departamento de Antioquia, fue resultado de las campañas antimasónicas por parte del monseñor Miguel Ángel Builes a finales de los años treinta y la intervención unilateral del Gran Oriente Bogotano en suelo antioqueño —apoyada por Fernando Estrada Estrada— para fundar las Logias Iris del Aburrá y Santa Helena, así como la instalación del Capítulo Rosacruz General José María Córdoba N.º 10 en 1941. Siendo esta intervención considerada por el Gran Oriente Antioqueño, según el decreto N.º 245 emitido por este, como una «usurpación» dejando claro la irregularidad de toda Logia que en Antioquia no contara con el aval de la Gran Logia del departamento. Ratificando así su propia regularidad, legitimidad, soberanía y total autonomía. Siendo este majestuoso documento hasta la actualidad de plena vigencia por su carácter probatorio de las ilegalidades cometidas y un formal desconocimiento a las acciones impuestas desde Bogotá.
Tras el estudio de documentos y hechos históricos. Se logra determinar que en la década de los 40,sectores políticos de Bogotá vinculados a la masonería y a la iglesia de la época, confabularon para acabar con la Gran Logia de Antioquia, incluso aupando acciones violentas en contra de masones miembros del partido Liberal pertenecientes a la Gran Logia Antioqueña. De manera de no permitir el desarrollo de un cuerpo masónico fuerte y autónomo en Medellín, levantando todo tipo de calumnias e injurias en contra de sus miembros. 
Desde Bogotá se decreta de facto que Antioquia quedaba bajo su control, mientras que en Medellín la persecución a los masones Antioqueños aumentaba, incluso obligando a muchos de ellos a retirarse de las logias o pasar a la clandestinidad.
Para 1948 tras el asesinato del candidato Liberal Jorge Eliecer Gaitán ,el país caería en una era de brutal violencia, los conservadores en el poder y posteriormente la dictadura militar del General Rojas Pinilla, hicieron que todas las grandes logias de Colombia incluyendo Antioquia dejara de funcionar, un hecho casi invisible en la historia masónica de Colombia, en dónde toda la masonería a nivel nacional quedó inactiva por al menos 10 años. Alguna de las Grandes Logias abatidas relevantando columnas hacía 1960. Esto no ocurrió en la misma época con la Gran Logia del Departamento Antioquia, por encontrarse la última dirigencia de la GLDA, mayoritariamente en el exilio desde 1948. Tal fue el caso del último Gran Maestro de ese periodo Martin Acevedo, originario de Manrique,quien tras su retorno a Colombia desde el exilio en 1960 inicia el proceso de reactivación de la Gran Logia del Departamento de Antioquia tal y como simultáneamente hacían el resto de cuerpos Masonicos del país, inactivos desde 1948. Lamentablemente Martin Acevedo fallece repentinamente a pocos meses de su llegada al país, muriendo con él el último doliente de la Gran Logia de 1934 para aquel momento.
Por su parte la Gran Logia de Colombia tras su refundación siguió la misma linea de conflicto con Antioquia que había iniciado en 1941 y que había quedado congelada durante la época de la violencia iniciada en 1948.
Al materializarse la usurpación territorial por parte de la Gran Logia de Colombia, se pacta con sectores eclesiásticos y económicos de Medellín, que la presencia de logias masónicas, ahora doblegadas a políticos de Bogotá, en adelante sería mínima en el Departamento, a su vez que la persecución a los pocos masones que quedarían en Medellín se calmaria.
Tras estos hechos, se destruyó parte de la documentación  que evidenciara la existencia de la Gran Logia del Departamento de Antioquia. Mientras que otros tantos documentos enterrados en 1948, para su resguardo bajo tierra fueron destruidos por la humedad. A su vez se borró intencionalmente de cualquier libro, investigación o documento masónico colombiano cualquier cita o referencia que hiciera mención a la Gran Logia Antioqueña o a la del Viejo Caldas Gran Logia que existió en Pereira a la par de Antioquia. El investigador Mario Arango Jaramillo señala al mismo Américo Carnicelli, enviado de la Gran Logia de Colombia, como quien a partir de 1960 y en adelante se dedicó ubicar, destruir y borrar todo el archivo patrimonial de la Gran Logia de Antioquia que aún existiera.
En 2006, el Masón e investigador colombiano Mario Arango, publica su libro “Masonería y Partido Liberal.” En dicho libro el Profesor Arango desempolva hechos históricos de la masonería en Antioquia que por décadas fueron ocultados y negados desde Bogotá.
Fue Mario Arango, por aquel entonces miembro activo de la Gran Logia de Colombia, quien sembró la semilla de la inquietud en otros investigadores Antioqueños e impulso ampliar las investigaciones documentales.
Tras años de búsquedas e investigaciones, se logra encontrar uno de los pocos documentos que no pudieron ser destruidos, en los que se evidencian los hechos históricos de la masonería Antioqueña en las décadas de los 30 y 40 del siglo XX. 
Dichos documentos fueron encontrados sorprendentemente fuera de Colombia, y reposan hasta  la actualidad en la Biblioteca Masónica de la ciudad de Nueva York a su vez que copias certificadas fueron retornadas al país. 
Importantes decretos de la Gran Logia de Colombia y de Antioquia, la Carta Constitutiva de la Gran Logia de Antioquia de fecha 16 de diciembre de 1934, entre otros importante documentos históricos hacen parte de la documentación recuperada. 
Ya con suficientes pruebas y cargados de moral histórica,con la guia de Mario Arango Jaramillo, el día 21 de agosto de 2020, iniciando los procesos bases de tan importante e histórico hecho desde 2016, las Respetables Logias Claridad N.º 1, Victoria N.º 3 y Francisco de Miranda N.º 5, dos de estas de las más antiguas de la región, decidieron constituirse para refundar a la Gran Logia del Departamento de Antioquia en su segundo periodo. Se trató del mismo proceso de refundación por el cual paso toda la masonería colombiana entre 1958 y 1960, todos víctimas de la época de la violencia bipartidista. Antioquia tardo algunas décadas más para concretar su legítimo relevantamiento, sin embargo finalmente dicho proceso histórico se materializó.
Esta refundación y restablecimiento de Derechos, se da tras las  conclusiones y evidencias históricas que dejaron expuesta las persecuciones, acosos, violaciones a la libertad de conciencia, entre otras agresiones de las que fueron víctimas  los miembros de la Gran Logia del Departamento de Antioquia durante la década de los 40, por parte de sectores políticos, eclesiásticos, entre otros. En pocas partes de América la masonería fue tan perseguida durante el siglo XX como en esta región colombiana.

## Logias simbólicas jurisdiccionadas en el primer periodo
1. Respetable Logia Claridad N.º 1(constituida entre los años 1910 y 1912)[13]
2. Respetable Logia Fiat Lux N.º 2 (constituida el 29 de noviembre de 1934)[14]
3. Respetable Logia Victoria N.º 3 (recibió su carta patente el 12 de diciembre de 1934)[3]
4. Respetable Logia José Janer Grau N.º 4 (constituida según el decreto N.º 245 del 5 de noviembre de 1941)[15]

## Logias simbólicas jurisdiccionadas en el segundo periodo
1. Respetable Logia Claridad N.º 1(constituida entre los años 1910 y 1912)[13]
2. Respetable Logia Victoria N.º 3 (recibió su carta patente el 12 de diciembre de 1934)[3]
3. Respetable Logia José Janer Grau N.º 4 (constituida según el decreto N.º 245 del 5 de noviembre de 1941)[15]
4. Respetable Logia Francisco de Miranda N.º 5 (constituida el 18 de octubre del 2017)
5. Respetable Logia Sol de la Montaña N.º 6 (constituida en 1922)
6. Respetable Logia Santa Helena N.º 7 (constituida en 1941)
7. Respetable Logia Luz de Antioquia N.º 8 (constituida en 1971)
8. Respetable Logia Templo Secreto N.º 9 (constituida en 2023)